# Mariya Stadnik
Mariya Stadnik (en ucraniano: Марія Стадник, Mariya Stadnyk; Leópolis, 3 de junio de 1988) es una deportista azerbaiyana de origen ucraniano que compite en lucha libre. Estuvo casada con el luchador ucraniano Andri Stadnik.
Participó en cuatro Juegos Olímpicos de Verano, obteniendo en total cuatro medallas, plata en Londres 2012 y Río de Janeiro 2016, y bronce en Pekín 2008 y Tokio 2020. En los Juegos Europeos obtuvo dos medallas de oro, una en Bakú 2015 y otra en Minsk 2019.
Ganó seis medallas en el Campeonato Mundial de Lucha entre los años 2009 y 2019, y diez medallas de oro en el Campeonato Europeo de Lucha entre los años 2008 y 2024.

## Palmarés internacional
| Juegos Olímpicos   | Juegos Olímpicos           | Juegos Olímpicos  | Juegos Olímpicos |
| Año                | Lugar                      | Medalla           | Categoría        |
| ------------------ | -------------------------- | ----------------- | ---------------- |
| 2008               | Pekín (China)              | Medalla de bronce | 48 kg            |
| 2012               | Londres (Reino Unido)      | Medalla de plata  | 48 kg            |
| 2016               | Río de Janeiro (Brasil)    | Medalla de plata  | 48 kg            |
| 2020               | Tokio (Japón)              | Medalla de bronce | 50 kg            |
| Campeonato Mundial |                            |                   |                  |
| Año                | Lugar                      | Medalla           | Categoría        |
| 2009               | Herning (Dinamarca)        | Medalla de oro    | 48 kg            |
| 2011               | Estambul (Turquía)         | Medalla de plata  | 48 kg            |
| 2014               | Taskent (Uzbekistán)       | Medalla de bronce | 48 kg            |
| 2015               | Las Vegas (Estados Unidos) | Medalla de plata  | 48 kg            |
| 2018               | Budapest (Hungría)         | Medalla de plata  | 50 kg            |
| 2019               | Nursultán (Kazajistán)     | Medalla de oro    | 50 kg            |
| Juegos Europeos    |                            |                   |                  |
| Año                | Lugar                      | Medalla           | Categoría        |
| 2015               | Bakú (Azerbaiyán)          | Medalla de oro    | 48 kg            |
| 2019               | Minsk (Bielorrusia)        | Medalla de oro    | 50 kg            |
| Campeonato Europeo |                            |                   |                  |
| Año                | Lugar                      | Medalla           | Categoría        |
| 2008               | Tampere (Finlandia)        | Medalla de oro    | 48 kg            |
| 2009               | Vilna (Lituania)           | Medalla de oro    | 48 kg            |
| 2011               | Dortmund (Alemania)        | Medalla de oro    | 48 kg            |
| 2014               | Vantaa (Finlandia)         | Medalla de oro    | 48 kg            |
| 2016               | Riga (Letonia)             | Medalla de oro    | 48 kg            |
| 2017               | Novi Sad (Serbia)          | Medalla de oro    | 48 kg            |
| 2018               | Kaspisk (Rusia)            | Medalla de oro    | 50 kg            |
| 2021               | Varsovia (Polonia)         | Medalla de oro    | 50 kg            |
| 2023               | Zagreb (Croacia)           | Medalla de oro    | 50 kg            |
| 2024               | Bucarest (Rumania)         | Medalla de oro    | 50 kg            |